# TWICE TV
TWICE TV es una serie de reality show surcoreano protagonizado por el popular grupo de chicas Twice.

## Antecedentes
TWICE TV es un reality show que "sigue a los chicas" en sus actividades y promociones, también mostrando a las chicas sobre y fuera del escenario en un entorno global. TWICE TV está planeado para mostrar lo que no fueron capaces de mostrar antes, así como también sus encantos y personalidades en cada episodio.

## Temporada 1 (2015)
| Cadena              | Episodios | Fecha de emisión | Duración | Notas |
| ------------------- | --------- | ---------------- | -------- | ----- |
| Naver TVCast, V App | Prólogo   | 10 de julio      | 1:24     |       |
| Naver TVCast, V App | 1         | 17 de julio      | 9:59     |       |
| Naver TVCast, V App | 2         | 24 de julio      | 15:52    |       |
| Naver TVCast, V App | 3         | 31 de julio      | 12:53    |       |
| Naver TVCast, V App | 4         | 7 de agosto      | 27:54    |       |
| Naver TVCast, V App | 5         | 14 de agosto     | 15:25    |       |

## Temporada 2 (2015)
| Cadena | Episodios | Fecha de emisión | Duración | Notas |
| ------ | --------- | ---------------- | -------- | ----- |
| V App  | 1         | 23 de octubre    | 14:30    |       |
| V App  | 2         | 30 de octubre    | 19:12    |       |
| V App  | 3         | 7 de noviembre   | 15:38    |       |
| V App  | 4         | 13 de noviembre  | 17:25    |       |
| V App  | 5         | 20 de noviembre  | 21:02    |       |
| V App  | 6         | 27 de noviembre  | 20:14    |       |
| V App  | 7         | 4 de diciembre   | 20:04    |       |
| V App  | 8         | 11 de diciembre  | 20:17    |       |
| V App  | 9         | 18 de diciembre  | 20:39    |       |
| V App  | 10        | 25 de diciembre  | 23:24    |       |

## Temporada 3 (2016)
| Cadena | Episodios | Fecha de emisión | Duración | Notas |
| ------ | --------- | ---------------- | -------- | ----- |
| V App  | 1         | 29 de abril      | 18:47    |       |
| V App  | 2         | 6 de mayo        | 20:17    |       |
| V App  | 3         | 13 de mayo       | 30:39    |       |
| V App  | 4         | 20 de mayo       | 29:36    |       |
| V App  | 5         | 27 de mayo       | 28:59    |       |
| V App  | 6         | 3 de junio       | 27:35    |       |
| V App  | 7         | 10 de junio      | 27:42    |       |
| V App  | 8         | 17 de junio      | 34:19    |       |

## Temporada 4 (2016)
| Cadena | Episodios | Nombre                      | Fecha de emisión | Duración | Notas |
| ------ | --------- | --------------------------- | ---------------- | -------- | ----- |
| V App  | 1         | 2017 시즌그리팅 촬영하던 날 | 31 de octubre    | 16:18    |       |
| V App  | 2         | TT COMEBACK WEEK            | 7 de noviembre   | 16:44    |       |
| V App  | 3         | 교복광고 촬영현장           | 14 de noviembre  | 14:49    |       |
| V App  | 4         | 스타카드 화보 촬영 하던 날  | 21 de noviembre  | 9:23     |       |
| V App  | 5         | AAA 시상식 대기실에서       | 28 de noviembre  | 9:46     |       |
| V App  | 6         | 다현이 수능 간식 만들기     | 5 de diciembre   | 13:44    |       |
| V App  | 7         | TWICE's COOKTIME            | 19 de diciembre  | 14:59    |       |
| V App  | 8         | TWICE's COOKTIME 2          | 26 de diciembre  | 18:10    |       |

## Especiales

### TWICE TV BEGINS (2016)

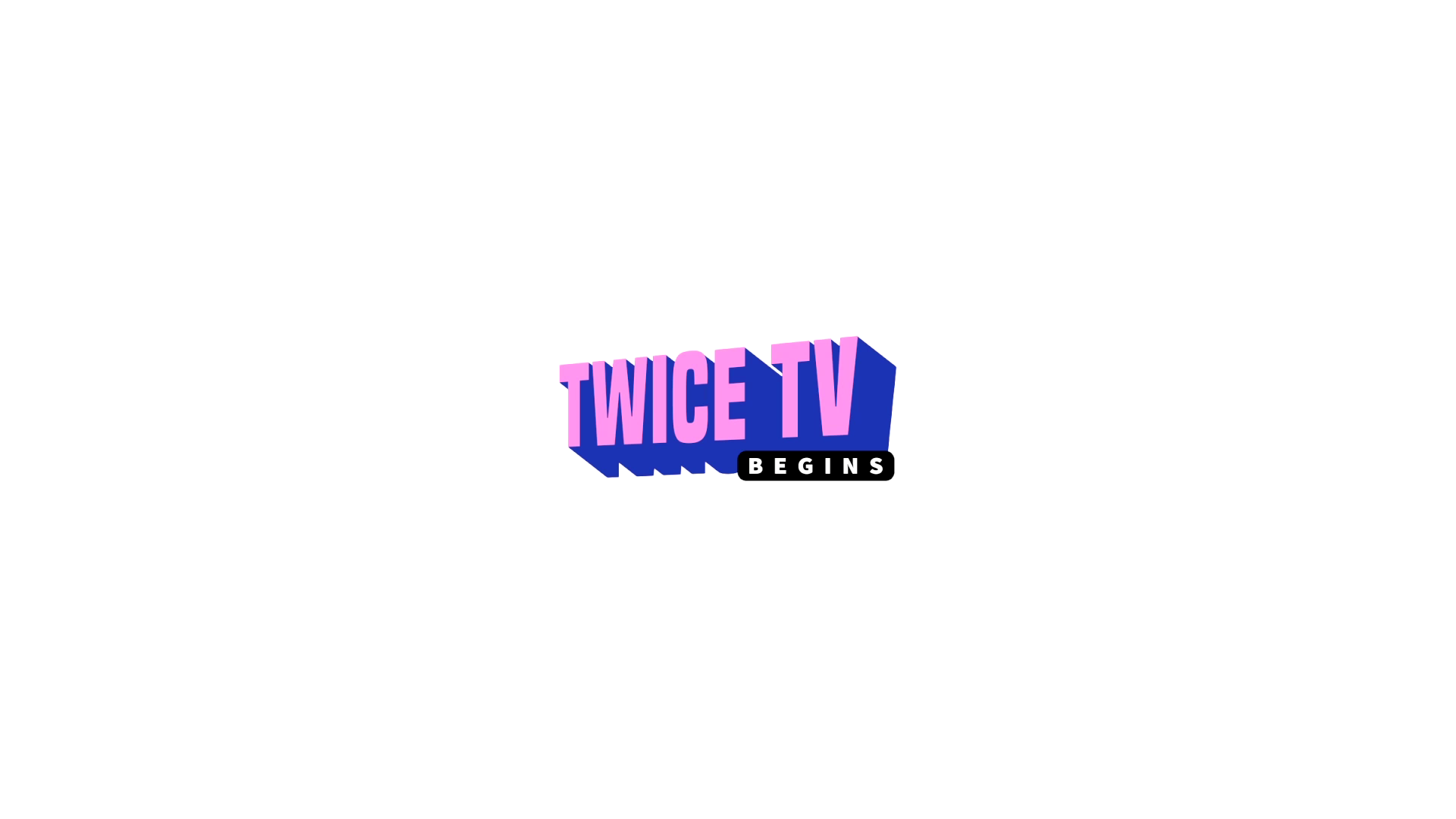

| Cadena | Episodios | Fecha de emisión | Duración | Notas |
| ------ | --------- | ---------------- | -------- | ----- |
| V App  | 1         | 29 de agosto     | 8:42     |       |
| V App  | 2         | 7 de julio       | 7:28     |       |
| V App  | 3         | 14 de julio      | 10:29    |       |
| V App  | 4         | 20 de julio      | 7:47     |       |
| V App  | 5         | 27 de julio      | 13:47    |       |
| V App  | 6         |                  |          |       |
| V App  | 7         | 13 de agosto     | 13:49    |       |
| V App  | 8         | 20 de agosto     | 10:03    |       |

### TWICE TV School Meal Club's Great Adventure (2016)
| Cadena | Episodios | Miembros                 | Fecha de emisión | Duración | Notas |
| ------ | --------- | ------------------------ | ---------------- | -------- | ----- |
| V App  | 1         | Dahyun, Chaeyoung, Tzuyu | 28 de agosto     | 34:20    |       |
| V App  | 2         | Dahyun, Chaeyoung, Tzuyu | 14 de septiembre | 40:01    |       |

### TWICE TV MELODY PROJECT (2016)
| Cadena         | Episodios | Miembros  | Fecha de emisión | Duración | Notas |
| -------------- | --------- | --------- | ---------------- | -------- | ----- |
| V App, YouTube | 1         | Mina      | 15 de septiembre | 10:49    |       |
| V App, YouTube | 2         | Sana      | 1 de octubre     | 10:18    |       |
| V App, YouTube | 3         | Chaeyoung | 3 de diciembre   | 3:58     |       |